# 長田駅 (大阪府)
長田駅（ながたえき）は、大阪府東大阪市長田中二丁目にある、大阪市高速電気軌道（Osaka Metro）・近畿日本鉄道（近鉄）の駅である。両社共通の駅番号はC23。

## 概要
Osaka Metroの中央線と、近鉄のけいはんな線の2路線が乗り入れており、中央線は当駅が終点、けいはんな線は当駅が起点である。両路線は当駅を介して相互直通運転を実施している。中央線の早朝・深夜時間帯を除く列車がけいはんな線に、けいはんな線の全列車が中央線にそれぞれ直通運転しており、事実上途中駅としての性格が強い。
Osaka Metroと近鉄の共同使用駅であり、Osaka Metroの管轄駅である。

## 歴史
- 1985年（昭和60年）4月5日：大阪市営地下鉄中央線深江橋 - 当駅間の開通と同時に開業[1]。
- 1986年（昭和61年）10月1日：近鉄東大阪線（現：けいはんな線）が開業し、直通運転を開始する[2]。
- 2004年（平成16年）7月1日：中央線に駅番号を導入する。
- 2006年（平成18年）3月27日：近鉄東大阪線がけいはんな線へ移行することに伴い、けいはんな線にも駅番号を導入する。なお、当駅の駅番号（C23）は近鉄と共通のものとなる。
- 2018年（平成30年）4月1日：大阪市交通局の民営化により、大阪市高速電気軌道（Osaka Metro）の管轄駅となる。
- 2024年（令和6年）9月13日：可動式ホーム柵の運用を開始する[3]。

## 駅構造
島式ホーム1面2線を持つ地下駅で、改札口は1ヵ所のみ。トイレは改札内奥にある。生駒寄りに逆Y字形の引き上げ線があり、夜間当駅止まりの車両が留め置きで使われる。また、夢洲寄りにも片渡り線があり、夢洲行き始発列車が使用する。
けいはんな線に入る列車は当駅からワンマン運転になるため、2023年まで1番線のみ他のけいはんな線の駅と同じホームセンサーが設置されていたが、可動式ホーム柵の設置に伴い撤去された。なお、可動式ホーム柵は2024年9月13日より運用を開始している。
自動券売機はOsaka Metroと近鉄の2種類のものが設置されている。近鉄線についてもほぼ全線の乗車券を購入可能である。
当駅は阿波座管区駅に所属し、駅長が配置されている。また、当駅および高井田駅を管轄している。

### のりば
| 番線 | 路線               | 行先                       |
| ---- | ------------------ | -------------------------- |
| 1    | C 近鉄けいはんな線 | 生駒・学研奈良登美ヶ丘方面 |
| 2    | Osaka Metro中央線  | 本町・大阪港・夢洲方面     |

- 当駅発の夢洲行き始発列車は1番線から発車する。

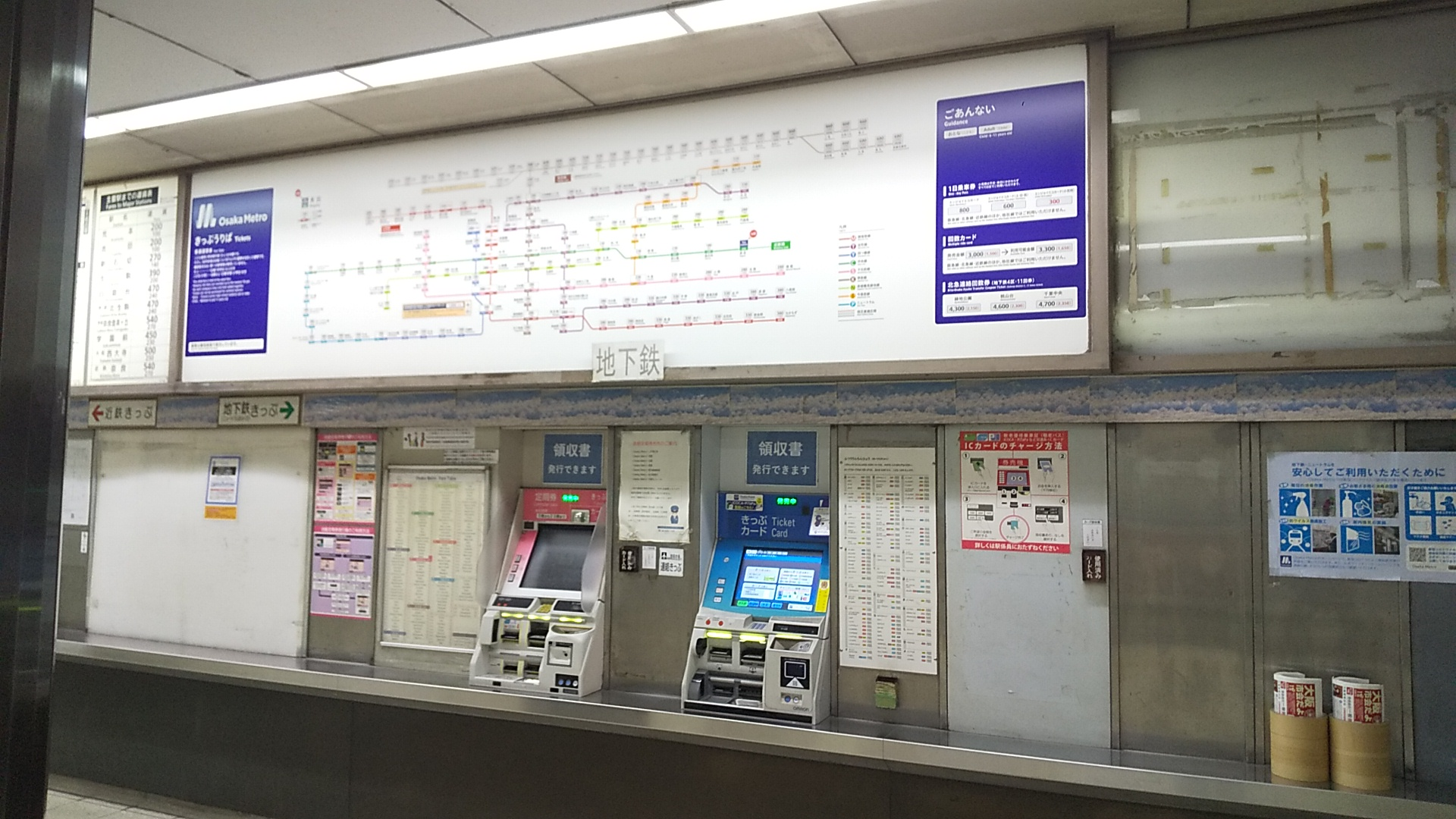
券売機（Osaka Metro）
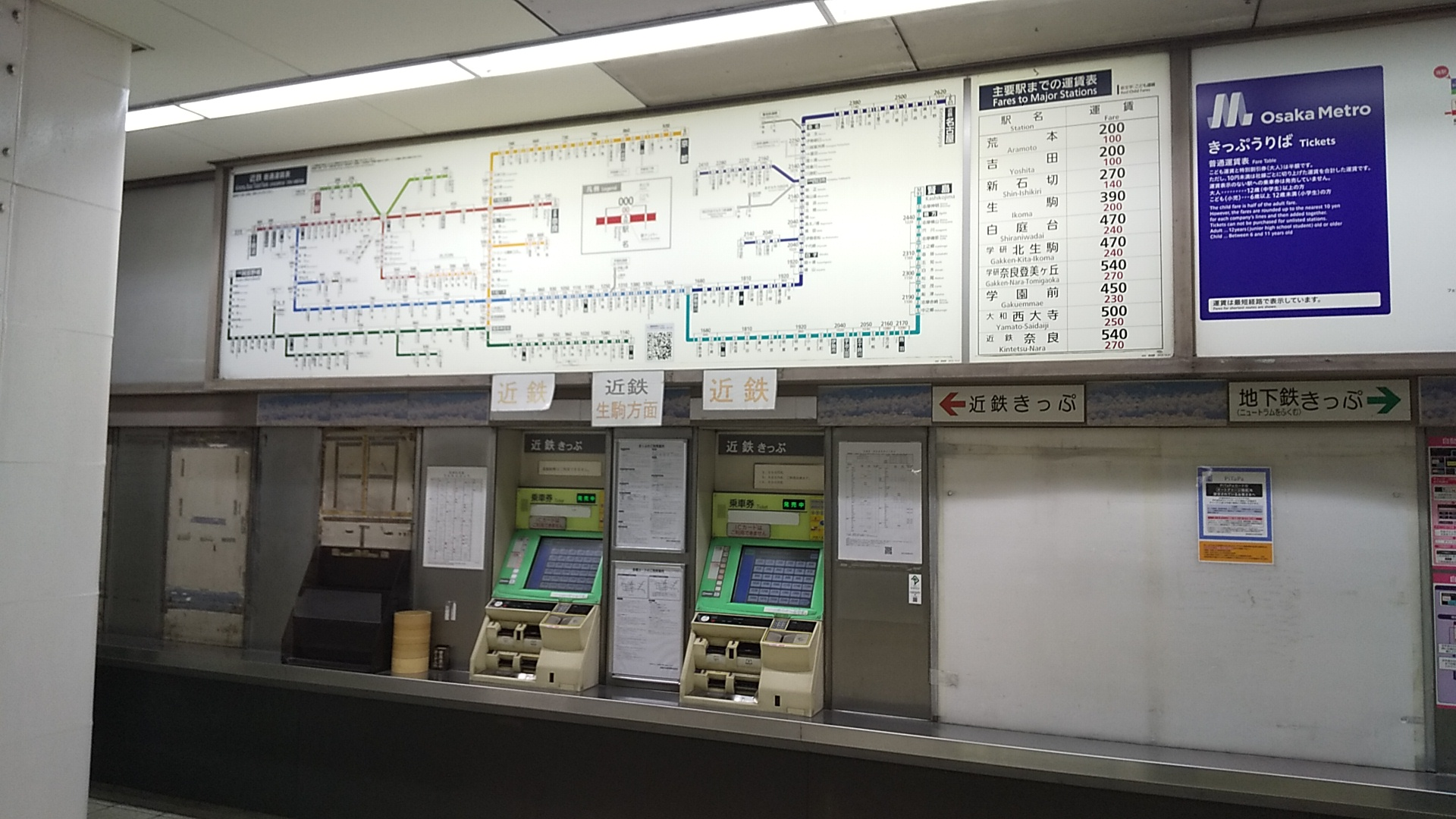
券売機（近鉄）
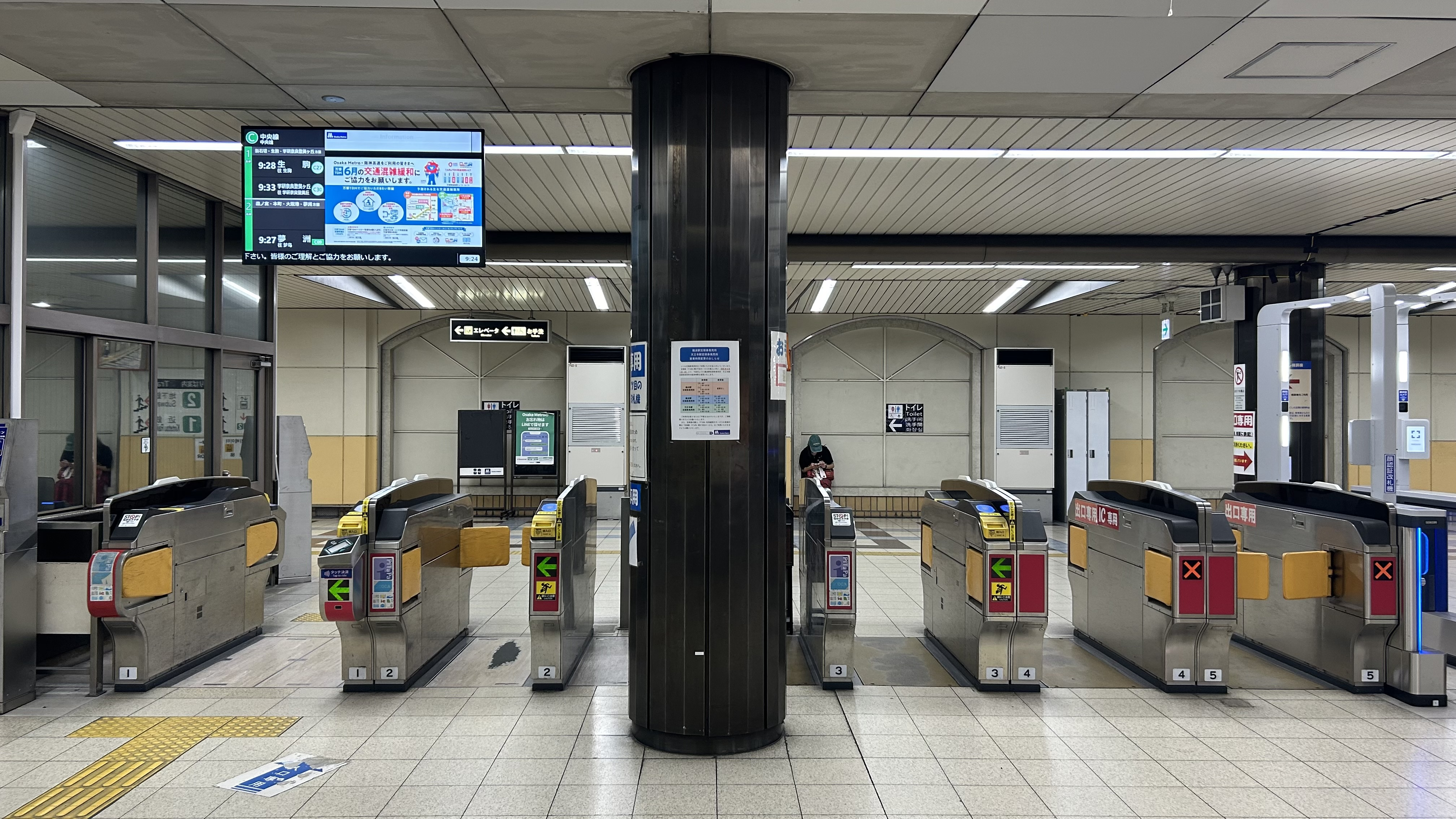
改札口
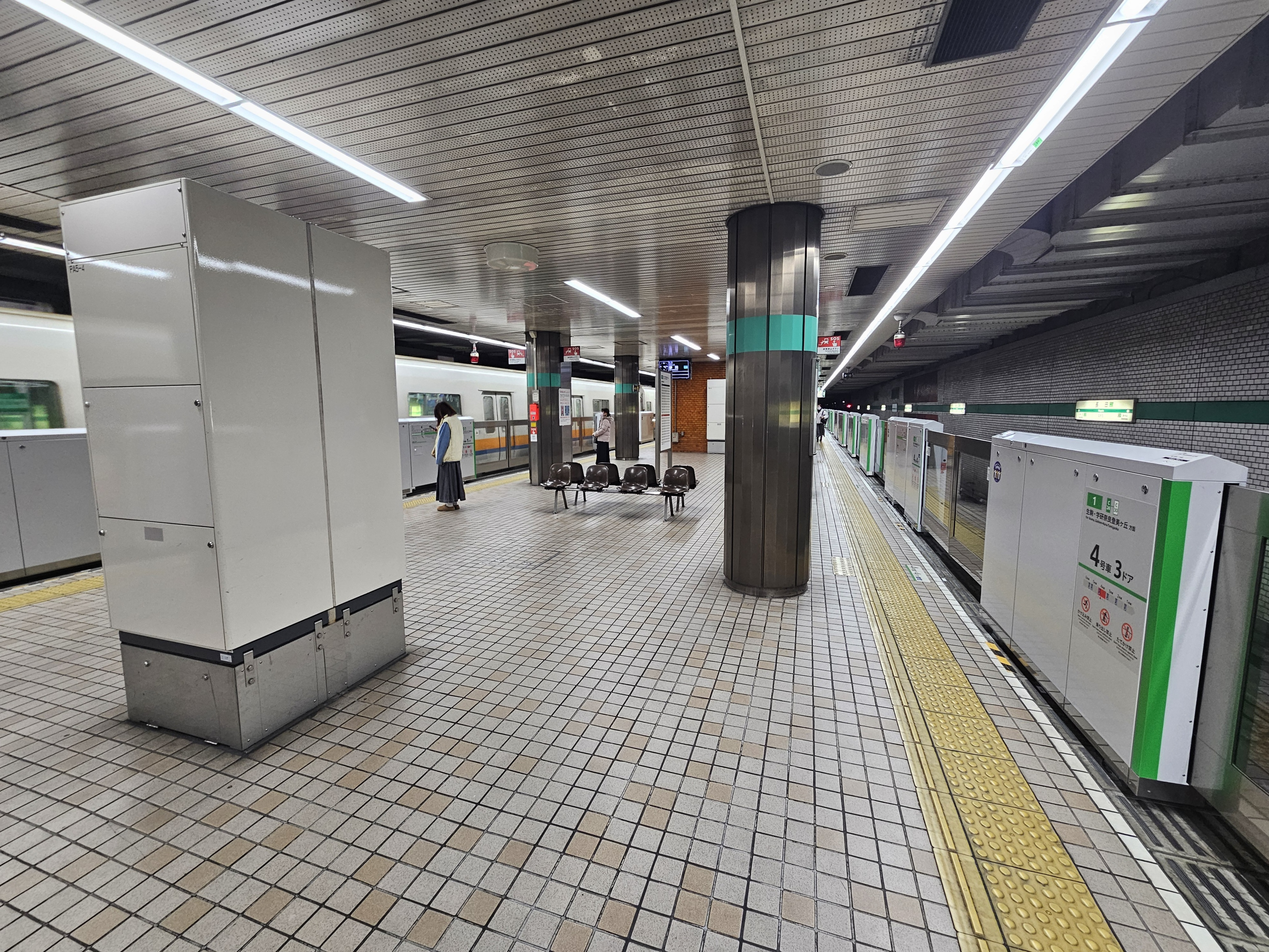
プラットホーム（2025年1月）
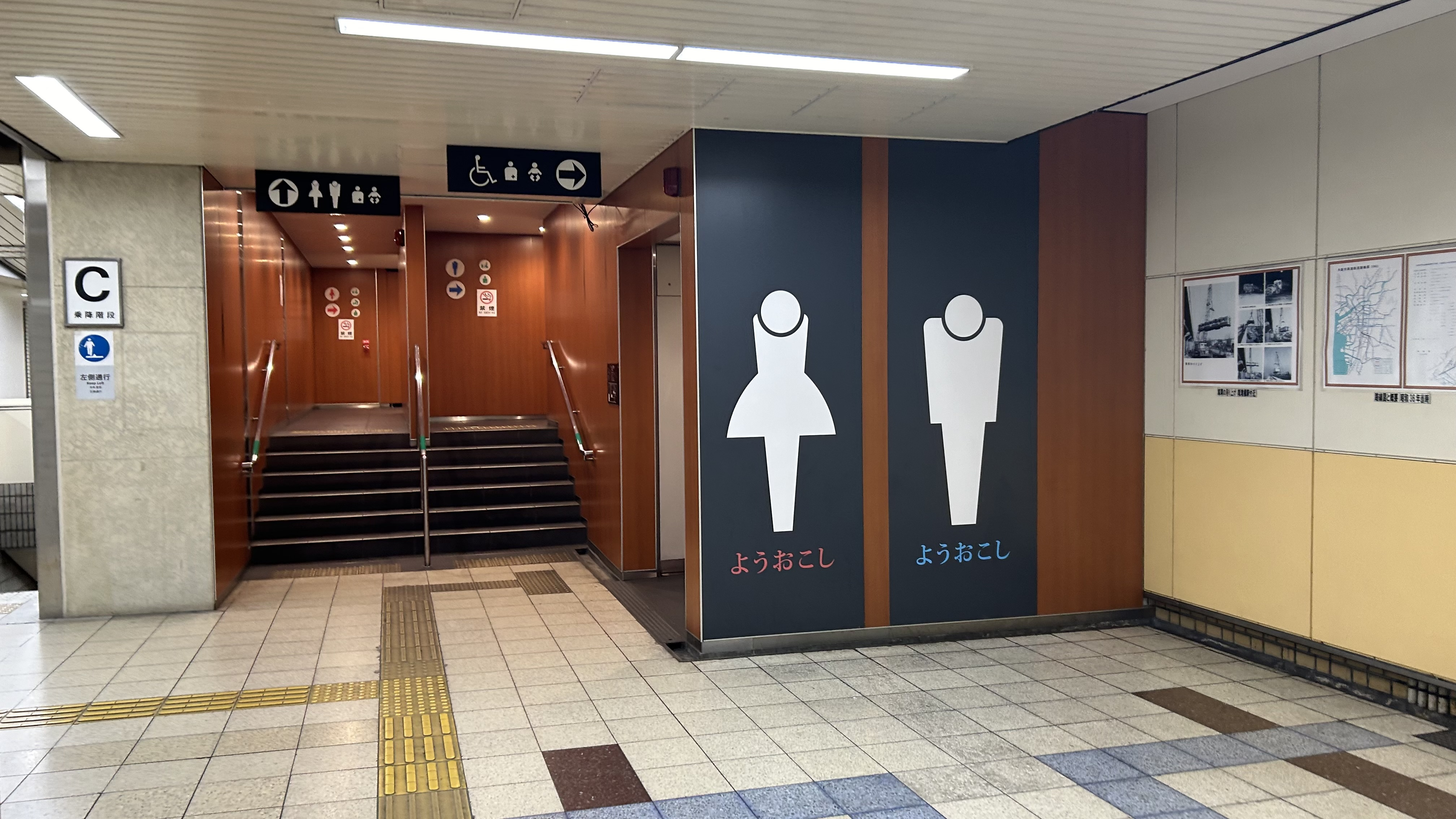
トイレ
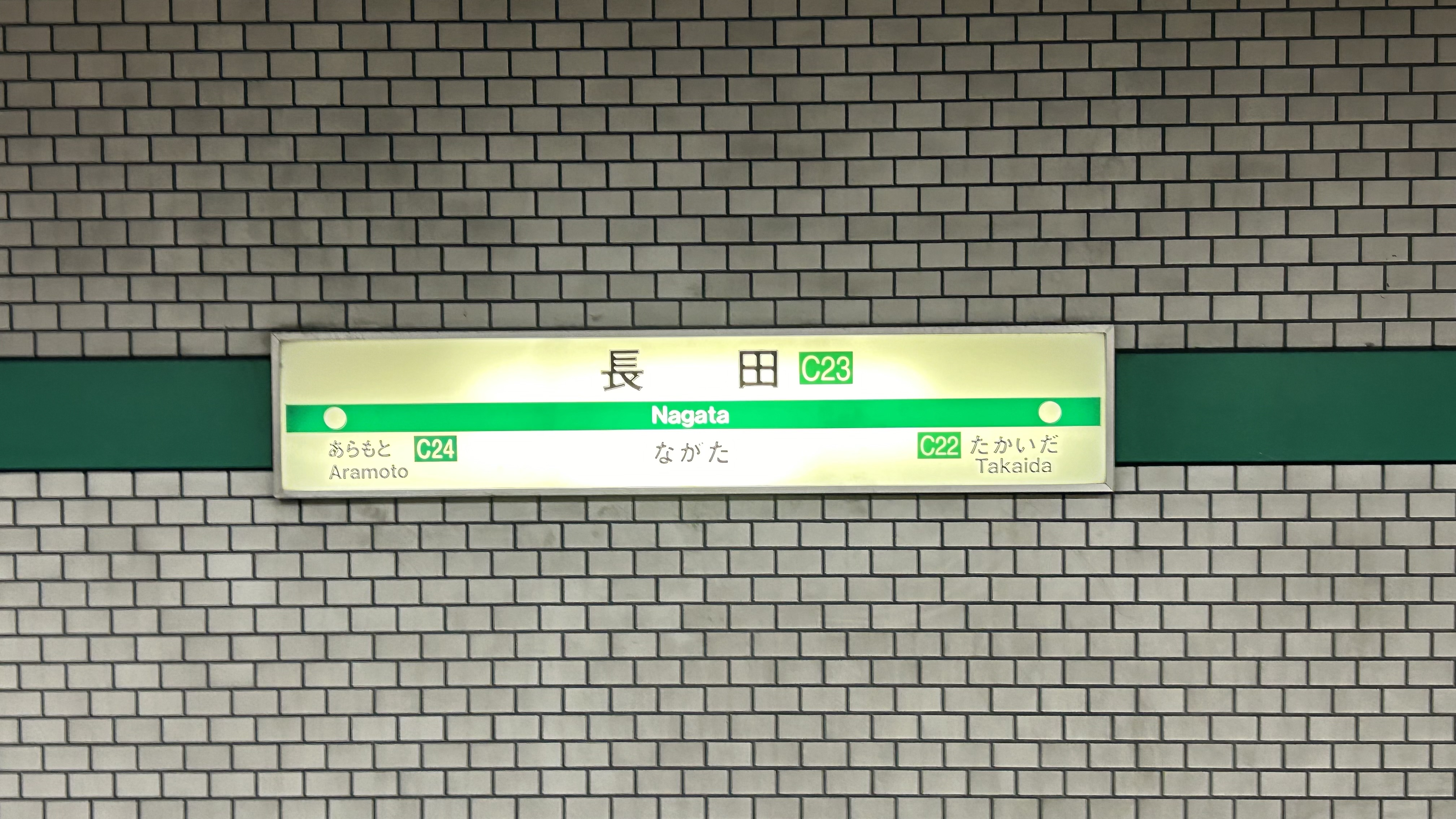
駅名標

### 出口
| 出口番号 | 出口周辺 | 備考             |
| -------- | -------- | ---------------- |
| 1        |          | エレベーターあり |
| 2        | 七軒家   |                  |
| 3        | 七軒家   |                  |
| 4        |          |                  |

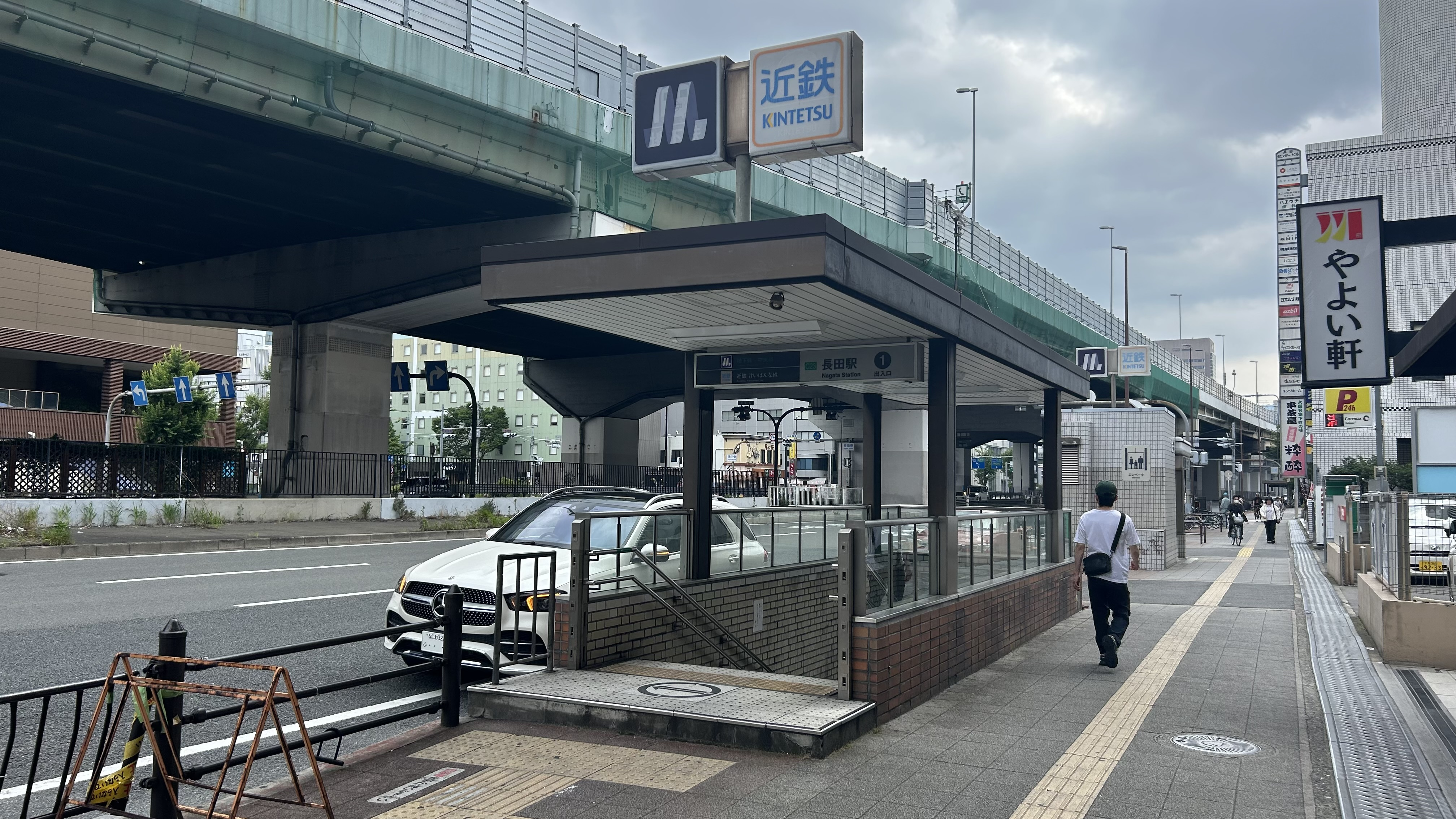
1号出入口
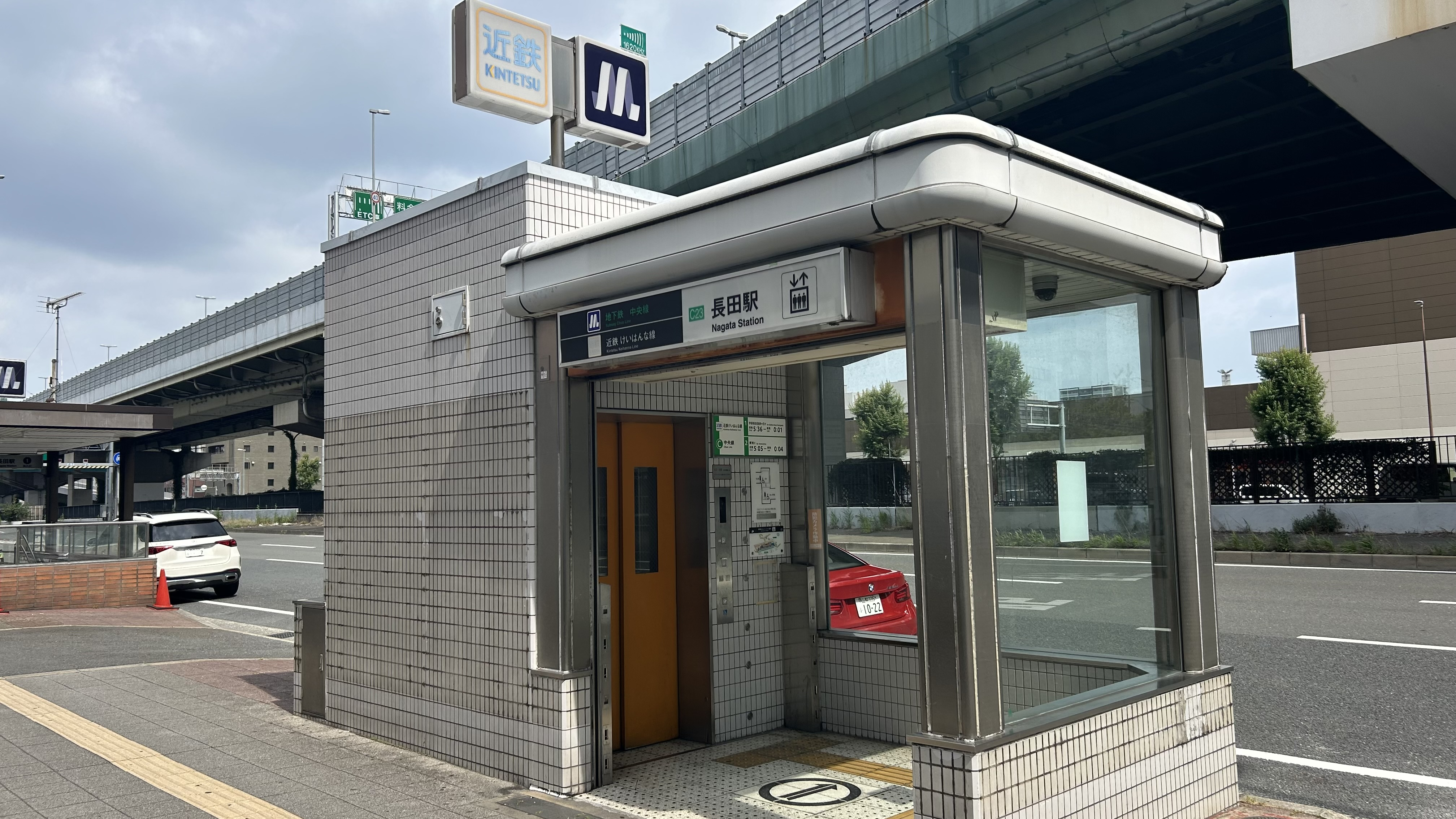
1号出入口（エレベーター）
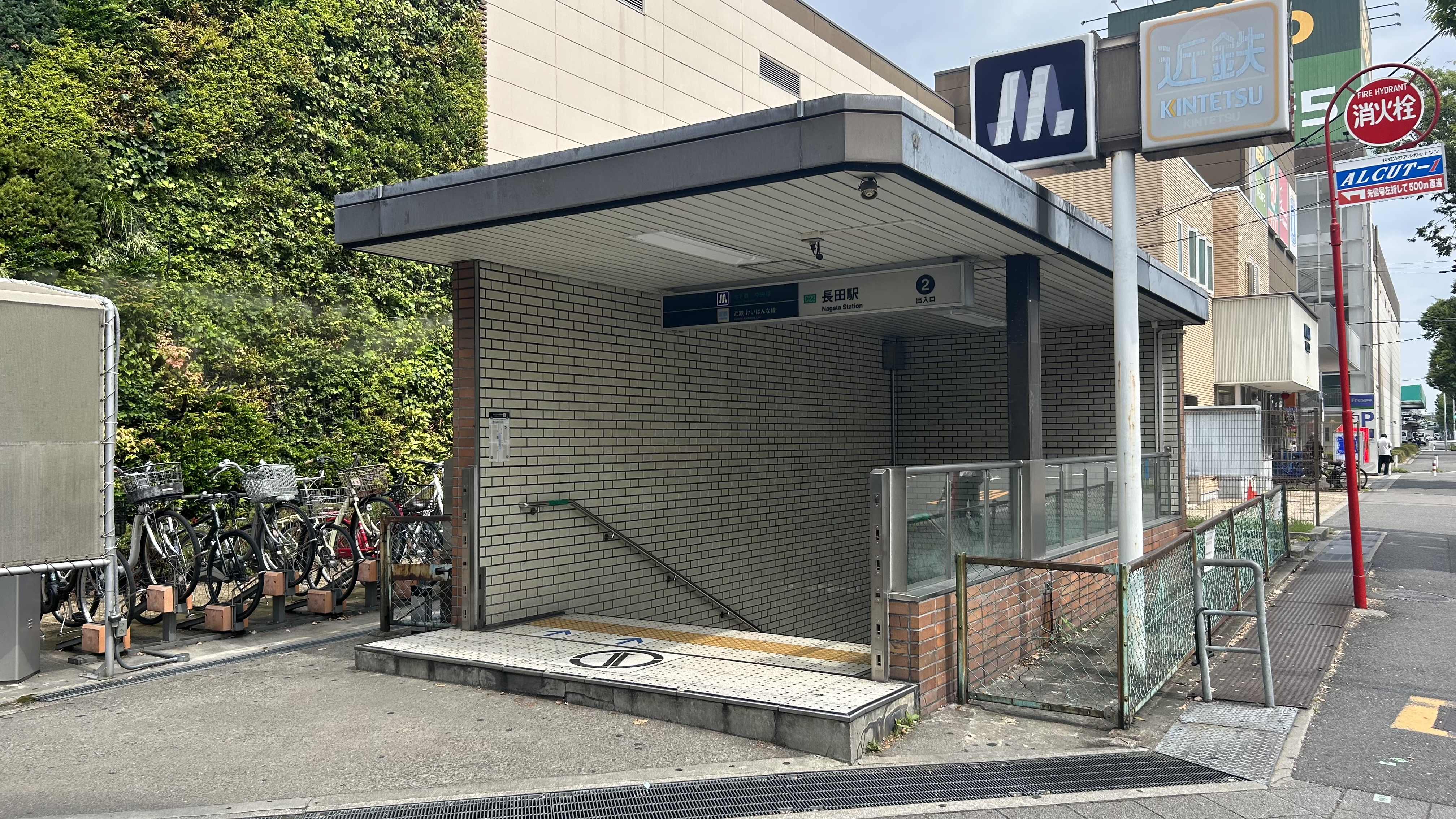
2号出入口
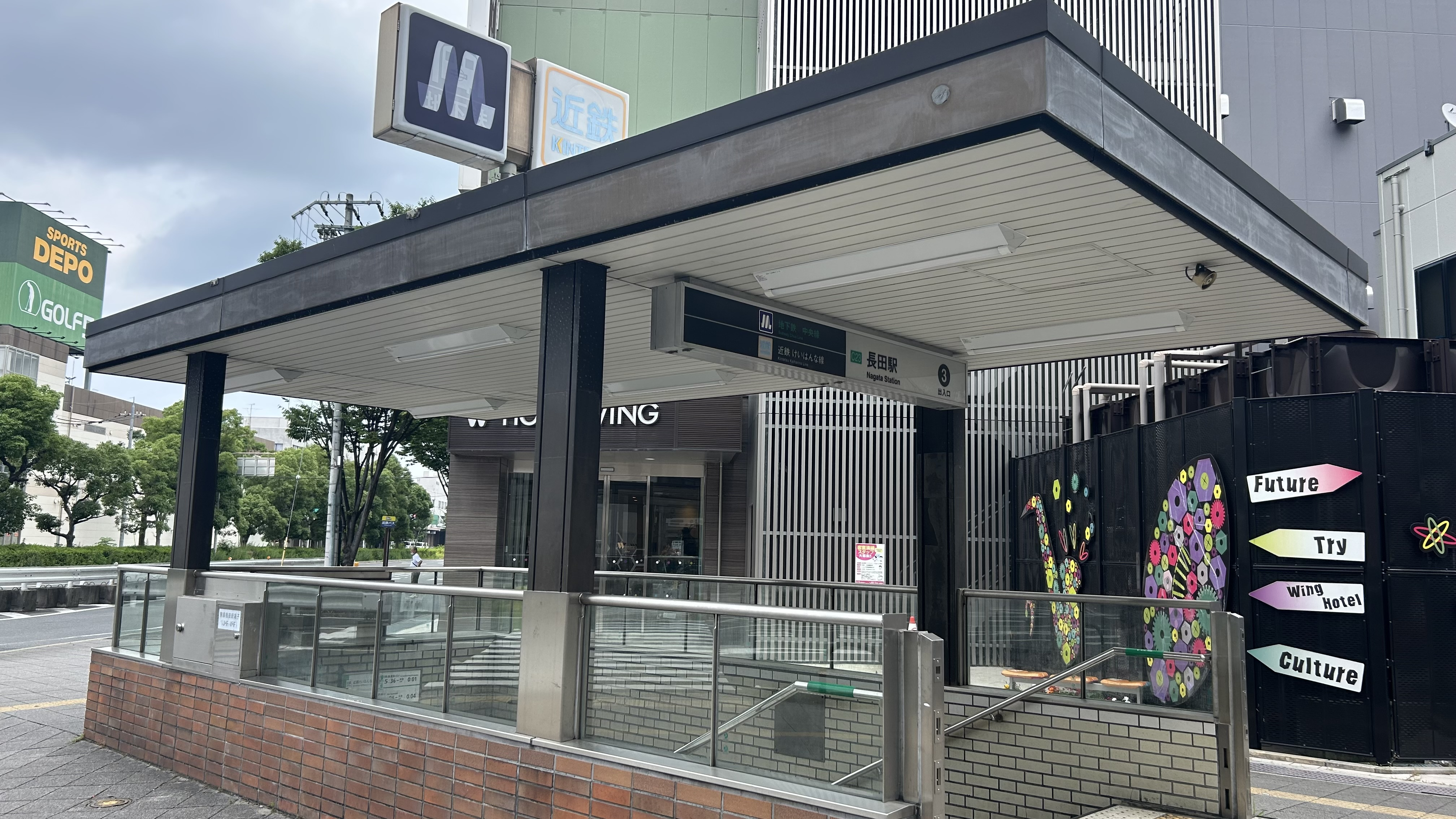
3号出入口
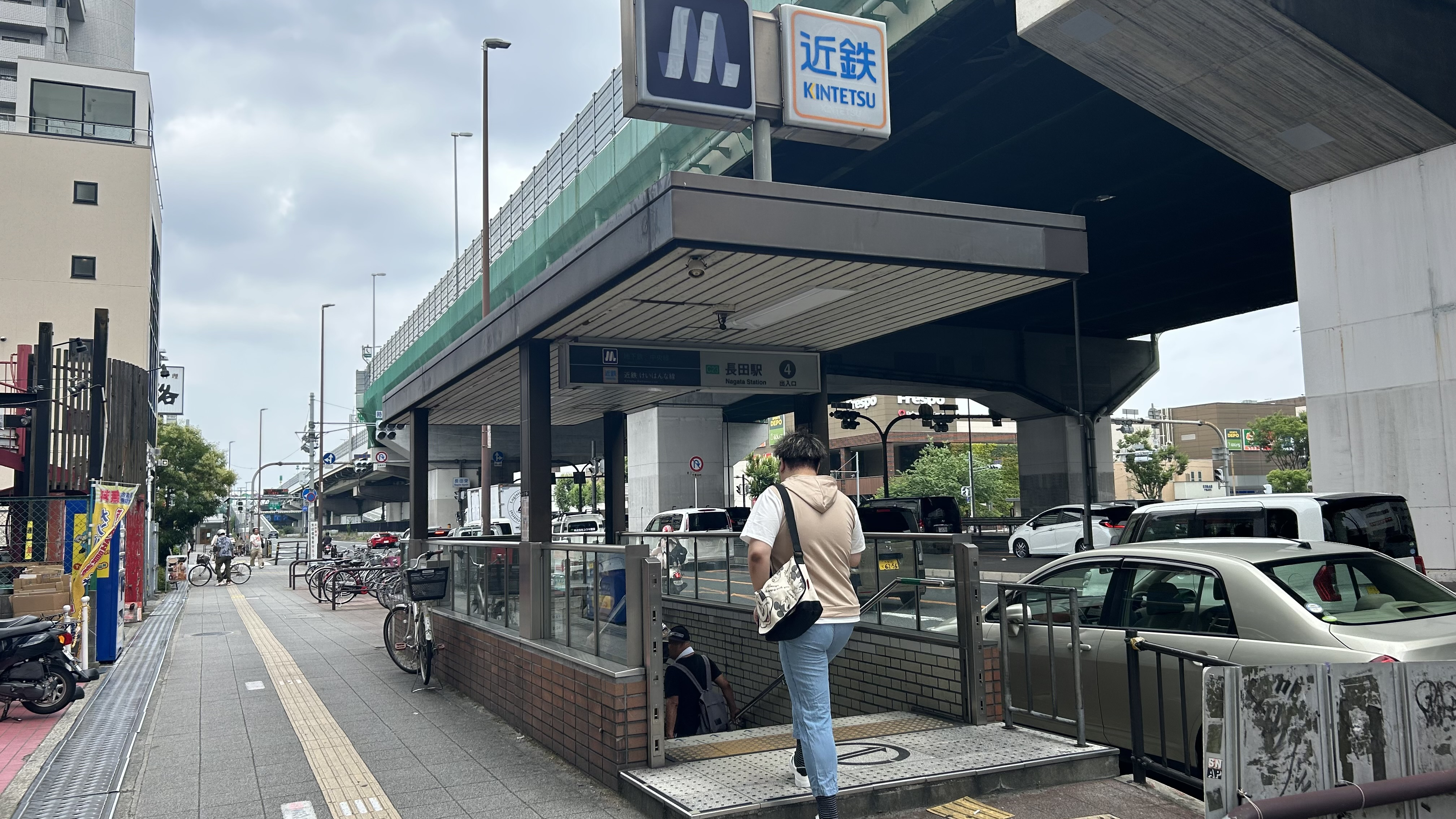
4号出入口

## 利用状況
- 大阪市高速電気軌道 - 2024年11月12日の1日の乗降人員は18,887人（乗車人員：9,427人、降車人員：9,460人）である[統計 1]。
  - 近鉄線との2024年11月12日の1日直通人員は60,645人である[統計 1]。
- 近畿日本鉄道 - 2018年11月13日の1日の乗降人員は5,049人（乗車人員：2,861人、降車人員：2,188人）である。

近年の1日乗降・乗車人員の推移は下表のとおりである。
| 年度   | Osaka Metro | Osaka Metro | Osaka Metro | 近鉄線 中央線 直通人員 | 近畿日本鉄道 | 近畿日本鉄道 | 近畿日本鉄道 | 近畿日本鉄道     | 出典        |
| 年度   | 特定日      | 特定日      | 特定日      | 近鉄線 中央線 直通人員 | 特定日       | 特定日       | 特定日       | 1日平均 乗車人員 | 出典        |
| 年度   | 調査日      | 乗降人員    | 乗車人員    | 近鉄線 中央線 直通人員 | 調査日       | 乗降人員     | 乗車人員     | 1日平均 乗車人員 | 出典        |
| ------ | ----------- | ----------- | ----------- | ---------------------- | ------------ | ------------ | ------------ | ---------------- | ----------- |
| 1985年 | 11月12日    | 10,560      | 5,346       | 未開業                 | 未開業       | 未開業       | 未開業       | 未開業           | [ 統計 3 ]  |
| 1987年 | 11月10日    | 14,094      | 7,000       | 32,193                 | -            | -            | -            | 2,370            | [ 統計 4 ]  |
| 1990年 | 11月06日    | 16,525      | 8,355       | 46,548                 | 11月06日     | 4,504        | 2,899        | 3,493            | [ 統計 5 ]  |
| 1995年 | 2月15日     | 18,757      | 9,638       | 79,802                 | -            | -            | -            | 4,813            | [ 統計 6 ]  |
| 1996年 |             |             | 7,801       |                        | -            | -            | -            | 5,030            |             |
| 1997年 |             |             | 8,186       |                        | -            | -            | -            | 5,178            |             |
| 1998年 | 11月10日    | 19,975      | 9,500       | 57,034                 | 11月10日     | 4,248        | 2,051        | 5,245            | [ 統計 7 ]  |
| 1999年 |             |             | 7,409       |                        | -            | -            | -            | 5,238            |             |
| 2000年 |             |             | 7,741       |                        | 11月07日     | 4,126        | 1,992        | 5,191            | [ 統計 8 ]  |
| 2001年 |             |             | 8,245       |                        | -            | -            | -            | 4,849            |             |
| 2002年 |             |             | 8,245       |                        | -            | -            | -            | 4,699            |             |
| 2003年 |             |             | 8,351       |                        | 11月11日     | 4,107        | 2,088        | 4,680            | [ 統計 9 ]  |
| 2004年 |             |             | 8,708       |                        | -            | -            | -            | 4,602            |             |
| 2005年 |             |             | 9,351       |                        | 11月08日     | 4,068        | 2,043        | 4,652            | [ 統計 10 ] |
| 2006年 |             |             | 9,339       |                        | -            | -            | -            | 5,075            |             |
| 2007年 | 11月13日    | 19,420      | 9,871       | 58,551                 | -            | -            | -            | 6,774            | [ 統計 11 ] |
| 2008年 | 11月11日    | 19,067      | 9,691       | 60,510                 | 11月18日     | 4,620        | 2,561        | 7,927            | [ 統計 12 ] |
| 2009年 | 11月10日    | 18,582      | 9,472       | 57,842                 | -            | -            | -            | 8,945            | [ 統計 13 ] |
| 2010年 | 11月09日    | 18,444      | 9,353       | 57,331                 | 11月09日     | 4,331        | 2,260        | 10,166           | [ 統計 14 ] |
| 2011年 | 11月08日    | 17,774      | 9,003       | 57,476                 | -            | -            | -            | 10,944           | [ 統計 15 ] |
| 2012年 | 11月13日    | 18,585      | 9,365       | 57,731                 | 11月13日     | 4,102        | 2,120        | 11,726           | [ 統計 16 ] |
| 2013年 | 11月19日    | 19,330      | 9,804       | 58,843                 | -            | -            | -            | 12,830           | [ 統計 17 ] |
| 2014年 | 11月11日    | 19,244      | 9,727       | 60,085                 | -            | -            | -            | 13,398           | [ 統計 18 ] |
| 2015年 | 11月17日    | 19,590      | 9,881       | 60,748                 | 11月10日     | 3,856        | 1,891        | 14,021           | [ 統計 19 ] |
| 2016年 | 11月08日    | 19,297      | 9,670       | 61,538                 | -            | -            | -            | 14,546           | [ 統計 20 ] |
| 2017年 | 11月14日    | 19,425      | 9,782       | 61,620                 | -            | -            | -            | 15,127           | [ 統計 21 ] |
| 2018年 | 11月13日    | 19,527      | 9,779       | 68,944                 | 11月13日     | 5,049        | 2,861        | 15,467           | [ 統計 23 ] |
| 2019年 | 11月12日    | 19,507      | 9,819       | 71,363                 | -            | -            | -            |                  | [ 統計 24 ] |
| 2020年 | 11月10日    | 17,558      | 8,826       | 64,527                 | -            | -            | -            |                  |             |
| 2021年 | 11月16日    | 17,713      | 8,851       | 55,455                 | 11月16日     | 3,833        | 1,820        |                  | [ 統計 25 ] |
| 2022年 | 11月15日    | 17,703      | 8,872       | 56,284                 | 11月15日     | 4,382        | 2,057        |                  | [ 統計 26 ] |
| 2023年 | 11月07日    | 18,300      | 9,127       | 59,420                 | 11月07日     | 3,919        | 1,788        |                  | [ 統計 27 ] |
| 2024年 | 11月12日    | 18,887      | 9,427       | 60,645                 | -            | -            | -            |                  | [ 統計 1 ]  |

## 駅周辺

### 商業施設

#### フレスポ長田
長田駅前にある大和リースによる「フレスポ」ブランドのショッピングセンター。主要テナントは以下の通り。
- ノースエリア
  - ゴルフ5東大阪長田店（ゴルフショップ）
  - スポーツDEPO東大阪長田店（スポーツショップ）
- サウスエリア 
  - ライフ東大阪長田店（食品スーパー）
  - スギ薬局東大阪長田店（ドラッグストア）
  - ファッションセンターしまむらフレスポ長田店（カジュアルファッション・生活雑貨）

#### その他の商業施設
- 商工中金東大阪支店
- 百十四銀行東大阪支店
- 阿波銀行東大阪支店

### その他
- リッチモンドホテル東大阪
- ホテルウィングインターナショナルセレクト東大阪
- 大阪紙文具流通センター
- 医療法人清和会 ながはら病院
- 東大阪ジャンクション - 近畿自動車道
- 阪神高速13号東大阪線
- 国道308号（築港枚岡線）

### バス路線
大阪バス
- 東大阪長田駅停留所
  - 1番のりば（長田駅3号出入口、国道308号沿い）
    - 「京都特急ニュースター号」京都駅・祇園四条駅 行（京都観光バス、大阪バス近畿と共同運行）
    - 「名古屋特急ニュースター号」名古屋駅 行（名古屋バス、京都観光バス、大阪バス近畿と共同運行）
    - 「関西空港エアポートリムジン」関西国際空港 行（近鉄バス、関西空港交通と共同運行。かつては南海バスも運行）

  - 2番のりば（長田駅1号出入口西側、国道308号沿い）
    - 高速バス、関西空港エアポートリムジンの降車専用

  - 3番のりば（長田駅4号出入口東側）
    - 「大阪空港エアポートリムジン」大阪国際空港 行（阪急観光バス[注 4]と共同運行）

- フレスポ長田店前停留所[5]
  - 1番のりば（長田駅2号出入口、フレスポ長田前、近鉄バス「長田駅前停留所」鴻池新田駅行のりばと併設）
    - 東大阪西地区循環バス北回り 市立東大阪医療センター 行

  - 2番のりば（フレスポ長田ノウスエリア北側）
    - 東大阪西地区循環バス 高井田中央駅、布施駅南口、俊徳道駅 行

近鉄バス
- 長田駅前停留所
  - 長田駅2号出入口、フレスポ長田前（大阪バス「フレスポ長田店前停留所」1番のりばと併設）
    - 15番（春宮線）鴻池新田駅 行（東大阪市役所〈府立図書館前〉・荒本駅前経由）

  - 長田駅3号出入口、ホテルウィングインターナショナルセレクト東大阪前
    - 15番（春宮線）小阪駅前 行（八戸ノ里駅前経由）

かつては布施線（紙文具流通センター系統）と中央環状線（鶴見緑地系統）の停留所があったが、2000年代初頭までに廃止され、春宮線の停留所として2021年12月20日に新設される[6]まで近鉄バス（リムジンバスを除く）の路線がない空白期間があった[注 5]。

## 隣の駅
大阪市高速電気軌道 (Osaka Metro) - 近畿日本鉄道
 中央線 - C けいはんな線
高井田駅 (C22、中央線） - 長田駅 (C23) - 荒本駅 (C24、近鉄線）
- ( ) 内は駅番号を示す。